# ألياف الليزر

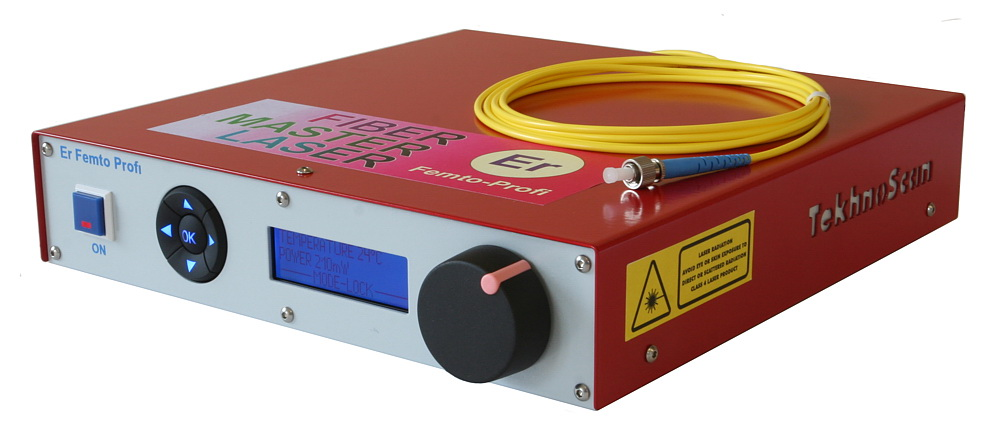

ألياف الليزر (بالإنجليزية:fiber laser) هو نوع من الليزر يتكون فيه الوسط النشط من ألياف ضوئية المشوبة بعناصر ثقيلة مثل الإربيوم والنيوديميوم والديسبروزيوم والثوليوم Tm. وهي تنتمي إلى مضخمات الألياف المشوبة التي تقوم بالتضخيم الضوئي بدون استخدام الليزر. ويمكن للألياف الغير خطية في خواصها مثل تناثر رامان أو خاصية خلط أربعة موجات four-wave mixing أن تقدم كسبا في كمية الضوء وبذلك تصلح للاستخدام في ألياف الليزر.
وألياف الليزر هي نوع من الليزر الذي يعمل بالبلورات. ويمكن أن يكوّن تشويب ألياف الزجاج الوسط النشط أو المنطقة النشطة في ألياف الليزر. ومن خواص الموصل الضوئي أن تتقدم أشعة الليزر في ألياف (أسطوانية) نشطة، وتزداد شدة الليزر أثناء انتقالها عبر ألياف نشطة طويلة.
وغالبا يستحدم عنصر الإربيوم في تشويب الجزء الداخلى للألياف النشطة، وبشفة خاص ألياف الليزر المستعملة في الطب وفي تقنية الاتصالات.

## تركيب ليزر الألياف
يتكون ليزر الألياف أو ألياف الليزر من مصدر ضوئي ديود ليزر يصدر أشعة الليزر، ونظام توصيل ضوئي إما أن يكون مستقلا بنفسه أو يدعمه غلاف عاكس (ديود ليزر مشبوك بالألياف)، ونظام رنين ضوئي Resonator للمحافظة على أشعة الليزر وتقويتها.
ويمكن أن يختلف تركيب الرنان الضوئي : فإما يتكون من مرآتاين إضافيتين والتي قد تمثل الوجهين نصف الشفافين لطرفي الألياف أو من ألياف-شبكة-براج، التي يحوطها موصل ضوئي عن طريق الأشعة فوق البنفسجية ذات طول الموجة 248 نانومتر.
وتتولد في قلب الليفة مناطق لها معامل انكسار مختلفة عن بعضها، بحيث تعكس ضوء الليزر داخليا عند طول موجة معينة نقية. وبذلك تسمح بمرور ضوء ليزر عند طول موجة بعينها وتكون خالية من أطوال الموجة الأخرى.
وبعد خروج الشعاع من ألياف الليزر النشطة، إما أن يدخل في ألياف زجاجية أو في موصل ضوئي، تعمل على تركيز أشعة الليزر على آله تعمل بالليزر.

## خواصها
تمتلك ألياف الليزر خواصا فريدة، مثل كفاءة عالية في تحويل التيار الكهربائي إلى ضوء (كفاءة تزيد عن 30 %) وجودة عالية لشعاع الضوء، كما تتميز بطول العمر (تعمل مدة إجمالية 20.000 ساعة). علاوة على ذلك فهي صغيرة الحجم، ولا يلزمها صيانة، وتتحمل الصدمات.

## استخداماتها
تصلح ألياف الليزر لتطبيقات كثيرة، نظرا لبنائها القوي، وجودة الشعاع، وكفاءتها العالية. من تلك الاستخدامات :
- تستخدم الياف الليزر ذات القدرة المنخفضة في نقل المعلومات بواسطة ألياف الزجاج. وتستخدم مكونات خاصة، مثل الألياف المضخمة لتقوية الإشارات عبر مسافات كبيرة.
- تستخدم ألياف الليزر التي تعمل بقدرة 1 واط - 3 واط في الطب أو للكتابة على المنتجات الصناعية وأجزائها باستخدام الألوان،
- تستخدم ألياف الليزر ذات القدرة العالية في اللحام وقطع المعادن،
- تستخدم خاصية موادها الغير خطية في المجالات الكهربائية العالية في الليزر المتعدد الوحدات (Femtosecond laser).

## اقرأ أيضا
- لحام فيض الليزر
- الليزر